# ブロモフルオロカーボン

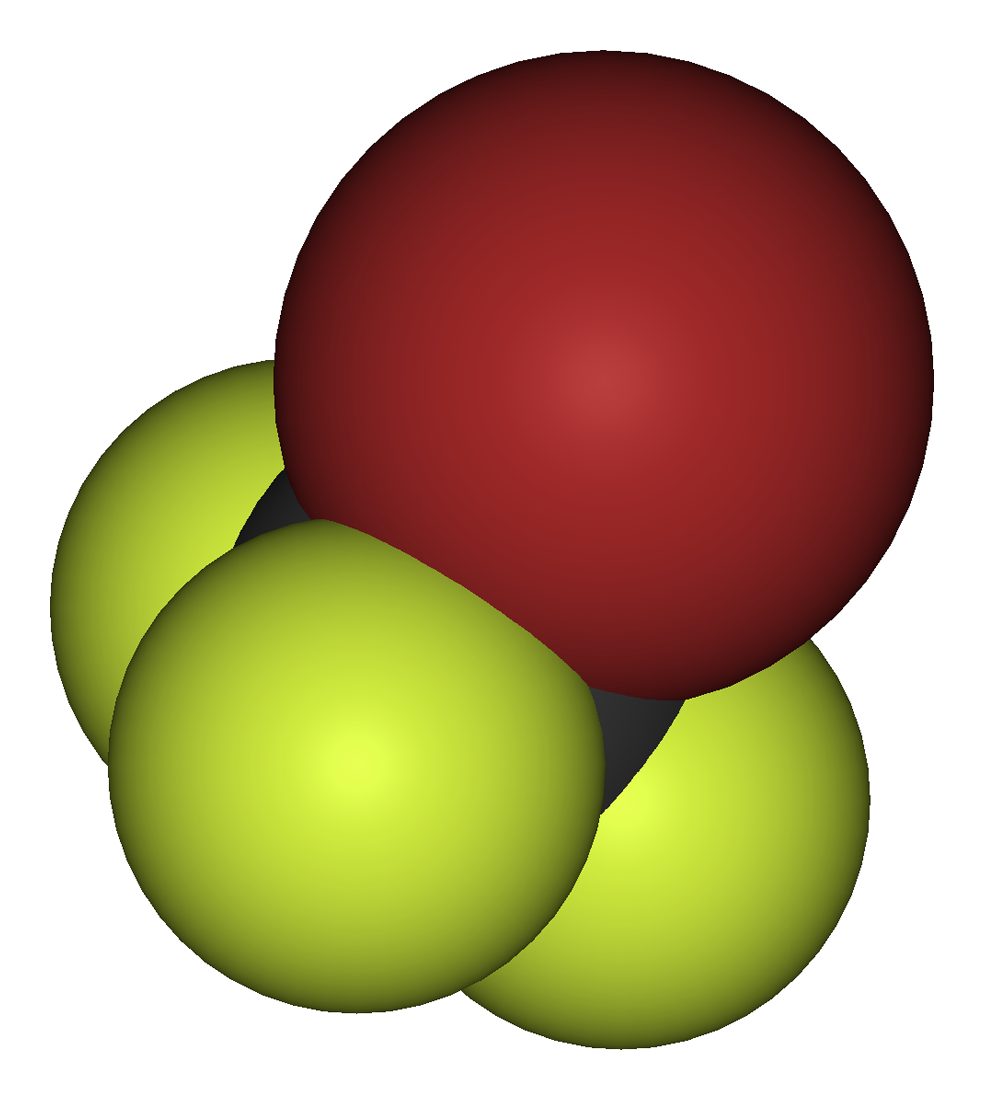
ブロモフルオロメタン

ブロモフルオロカーボン(Bromofluorocarbon, BFC)は、炭素、臭素、フッ素からなる分子である。伝統的な最も一般的な用途は、消火剤である。「ハロン」という商標が物質名のように用いられることが多いが、全てのハロン類がブロモフルオロカーボンではない（塩素を含むものもある）。
BFCは、クロロフルオロカーボンよりも激しくオゾン層を攻撃し、大気中での半減期が短いためパーフルオロカーボンやクロロフルオロカーボンほどではないが、強力な温室効果ガスでもある。それにもかかわらず、代替物質の有効性が低いため、BFCは現在でも一部の船舶や航空機では用いられている。BFCの製造は、モントリオール議定書で禁止されているため、古い在庫や回収されたものが用いられている。

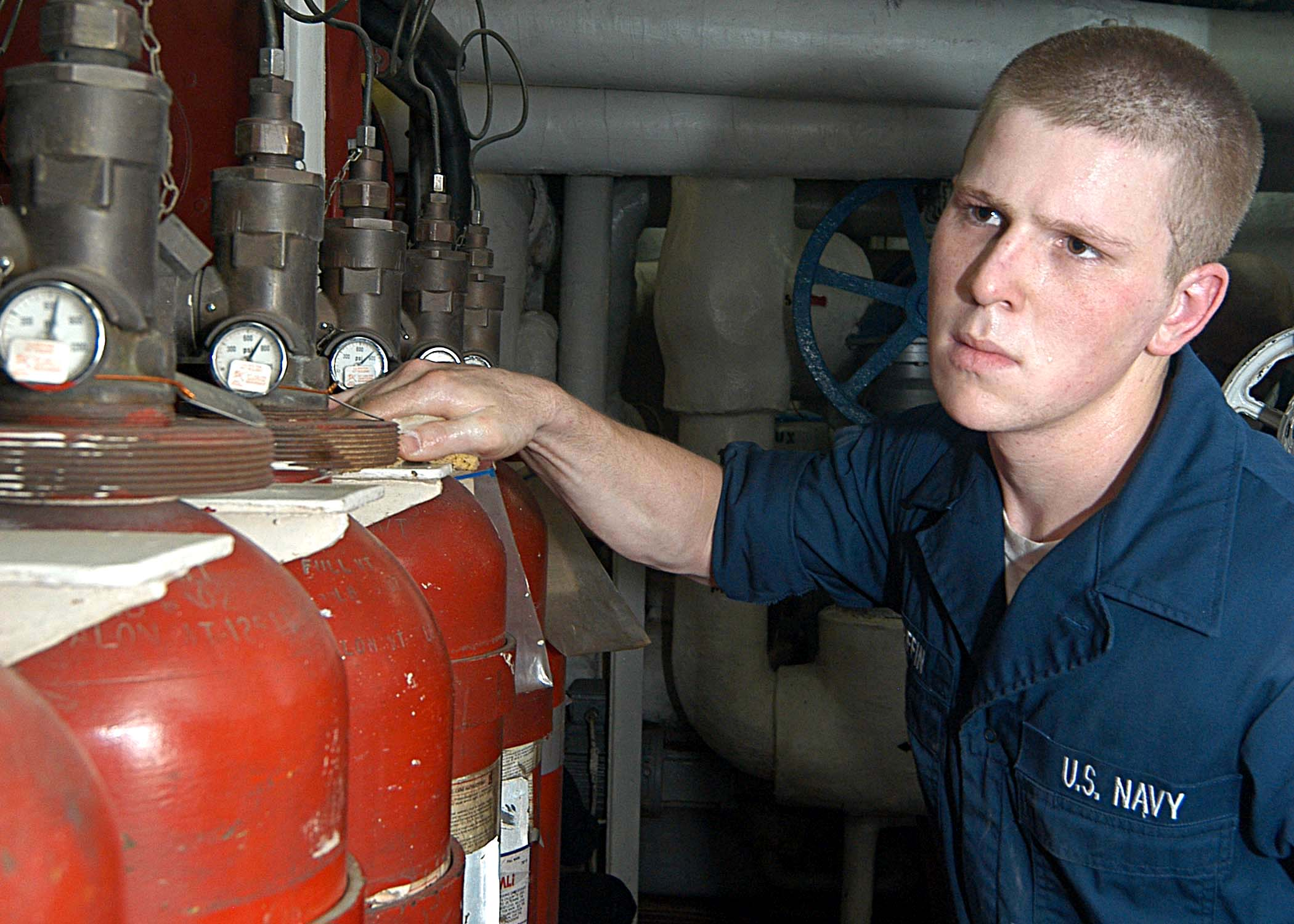
アメリカ海軍の船の機械室にあるハロン消火システム

BFCは非常に不活性である。火の中に投じると、物理的に酸素を排除するのに加え、臭素ラジカルが遊離し、燃焼反応に干渉する。BFCは、他のフッ素飽和分子と比べると、融点や沸点が比較的高い。